# 維尤蘭 (加利福尼亞州)
維尤蘭（英語：Viewland）是位於美國加利福尼亞州拉森縣的一個非建制地區。該地的面積和人口皆未知。

## 地理
維尤蘭的座標為40°25′49″N 120°16′49″W / 40.43028°N 120.28028°W，而該地的平均海拔高度為1381米（即4531英尺）。